# Gran Premio de Portugal de Motociclismo de 2002
El Gran Premio de Portugal de Motociclismo de 2002 (oficialmente Grande Prémio Marlboro de Portugal) fue la undécima prueba del Campeonato del Mundo de Motociclismo de 2002. Tuvo lugar en el fin de semana del 6 al 8 de septiembre de 2002 en el Autódromo do Estoril, situado en Estoril, Portugal.
La carrera de MotoGP fue ganada por Valentino Rossi, seguido de Carlos Checa y Tohru Ukawa. Fonsi Nieto ganó la prueba de 250 cc, por delante de Marco Melandri y Sebastián Porto. La carrera de 125 cc fue ganada por Arnaud Vincent, Simone Sanna fue segundo y Steve Jenkner tercero.

## Resultados

### Resultados MotoGP
| Pos     | N.º | Piloto              | Constructor | Vueltas | Tiempo/Retirado | Parrilla | Puntos |
| ------- | --- | ------------------- | ----------- | ------- | --------------- | -------- | ------ |
| 1       | 46  | Valentino Rossi     | Honda       | 28      | 54:12.962       | 3        | 25     |
| 2       | 7   | Carlos Checa        | Yamaha      | 28      | +22.200         | 1        | 20     |
| 3       | 11  | Tohru Ukawa         | Honda       | 28      | +24.220         | 8        | 16     |
| 4       | 10  | Kenny Roberts, Jr.  | Suzuki      | 28      | +40.832         | 12       | 13     |
| 5       | 4   | Alex Barros         | Honda       | 28      | +42.709         | 4        | 11     |
| 6       | 3   | Max Biaggi          | Yamaha      | 28      | +44.064         | 5        | 10     |
| 7       | 6   | Norifumi Abe        | Yamaha      | 28      | +1:49.012       | 13       | 9      |
| 8       | 21  | John Hopkins        | Yamaha      | 28      | +2:03.101       | 15       | 8      |
| 9       | 99  | Jeremy McWilliams   | Proton KR   | 27      | +1 vuelta       | 6        | 7      |
| 10      | 31  | Tetsuya Harada      | Honda       | 27      | +1 vuelta       | 18       | 6      |
| 11      | 8   | Garry McCoy         | Yamaha      | 27      | +1 vuelta       | 16       | 5      |
| 12      | 56  | Shinya Nakano       | Yamaha      | 27      | +1 vuelta       | 17       | 4      |
| Ret     | 15  | Sete Gibernau       | Suzuki      | 24      | Caída           | 9        |        |
| Ret     | 74  | Daijiro Kato        | Honda       | 7       | Caída           | 2        |        |
| Ret     | 65  | Loris Capirossi     | Honda       | 6       | Caída           | 7        |        |
| Ret     | 55  | Régis Laconi        | Aprilia     | 3       | Caída           | 14       |        |
| Ret     | 9   | Nobuatsu Aoki       | Proton KR   | 2       | Retirado        | 11       |        |
| Ret     | 17  | Jurgen vd Goorbergh | Honda       | 2       | Retirado        | 10       |        |
| Ret     | 19  | Olivier Jacque      | Yamaha      | 0       | Caída           | 19       |        |
| Ret     | 20  | Pere Riba           | Yamaha      | 0       | Caída           | 20       |        |
| Fuente: |     |                     |             |         |                 |          |        |

### Resultados 250cc
| 1       | Fonsi Nieto       | Aprilia | 53:58.901  | 3  | 25 |
| 2       | Marco Melandri    | Aprilia | +0.684     | 2  | 20 |
| 3       | Sebastián Porto   | Yamaha  | +7.342     | 1  | 16 |
| 4       | Roberto Rolfo     | Honda   | +23.576    | 4  | 13 |
| 5       | Roberto Locatelli | Aprilia | +49.234    | 11 | 11 |
| 6       | Emilio Alzamora   | Honda   | +1:00.628  | 7  | 10 |
| 7       | Leon Haslam       | Honda   | +1:36.634  | 14 | 9  |
| 8       | David Checa       | Aprilia | +1:39.550  | 19 | 8  |
| 9       | Dirk Heidolf      | Aprilia | +2:12.740  | 21 | 7  |
| 10      | Héctor Faubel     | Aprilia | +1 vuelta  | 22 | 6  |
| 11      | Raúl Jara         | Aprilia | +1 vuelta  | 23 | 5  |
| 12      | Erwan Nigon       | Honda   | +1 vuelta  | 20 | 4  |
| 13      | Toni Elías        | Aprilia | +3 vueltas | 6  | 3  |
| Ret     | Grégory Lefort    | Aprilia | Retirado   | 24 |    |
| Ret     | Shahrol Yuzy      | Yamaha  | Retirado   | 12 |    |
| Ret     | Naoki Matsudo     | Yamaha  | Retirado   | 8  |    |
| Ret     | Franco Battaini   | Aprilia | Retirado   | 5  |    |
| Ret     | Casey Stoner      | Aprilia | Retirado   | 13 |    |
| Ret     | Haruchika Aoki    | Honda   | Retirado   | 15 |    |
| Ret     | Jason Vincent     | Honda   | Retirado   | 18 |    |
| Ret     | Eric Bataille     | Honda   | Retirado   | 17 |    |
| Ret     | Alex Debón        | Aprilia | Retirado   | 10 |    |
| Ret     | Jaroslav Huleš    | Yamaha  | Retirado   | 16 |    |
| Ret     | Randy de Puniet   | Aprilia | Retirado   | 9  |    |
| Fuente: |                   |         |            |    |    |

### Resultados 125cc
| 1       | Arnaud Vincent    | Aprilia | 49:05.300 | 9  | 25 |
| 2       | Simone Sanna      | Aprilia | +0.867    | 6  | 20 |
| 3       | Steve Jenkner     | Aprilia | +2600     | 4  | 16 |
| 4       | Pablo Nieto       | Aprilia | +48.520   | 21 | 13 |
| 5       | Masao Azuma       | Honda   | +57.972   | 20 | 11 |
| 6       | Lucio Cecchinello | Aprilia | +1:10.035 | 8  | 10 |
| 7       | Gino Borsoi       | Aprilia | +1:14.682 | 15 | 9  |
| 8       | Mika Kallio       | Honda   | +1:27.994 | 5  | 8  |
| 9       | Thomas Lüthi      | Honda   | +1:39.443 | 29 | 7  |
| 10      | Dani Pedrosa      | Honda   | +1:50.519 | 1  | 6  |
| 11      | Chaz Davies       | Aprilia | +1:54.525 | 30 | 5  |
| 12      | Christian Pistoni | Italjet | +1 vuelta | 33 | 4  |
| 13      | Marco Simoncelli  | Aprilia | +1 vuelta | 32 | 3  |
| 14      | Julián Simón      | Honda   | +1 vuelta | 27 | 2  |
| Ret     | Andrea Dovizioso  | Honda   | Retirado  | 18 |    |
| Ret     | Manuel Poggiali   | Gilera  | Retirado  | 2  |    |
| Ret     | Stefano Bianco    | Aprilia | Retirado  | 13 |    |
| Ret     | Noboru Ueda       | Honda   | Retirado  | 16 |    |
| Ret     | Michel Fabrizio   | Gilera  | Retirado  | 19 |    |
| Ret     | Mattia Angeloni   | Gilera  | Retirado  | 23 |    |
| Ret     | Imre Tóth         | Honda   | Retirado  | 31 |    |
| Ret     | Héctor Barberá    | Aprilia | Retirado  | 14 |    |
| Ret     | Alex Baldolini    | Aprilia | Retirado  | 26 |    |
| Ret     | Stefano Perugini  | Italjet | Retirado  | 28 |    |
| Ret     | Jorge Lorenzo     | Derbi   | Retirado  | 25 |    |
| Ret     | Gábor Talmácsi    | Italjet | Retirado  | 11 |    |
| Ret     | Klaus Nohles      | Honda   | Retirado  | 22 |    |
| Ret     | Andrea Ballerini  | Honda   | Retirado  | 17 |    |
| Ret     | Alex de Angelis   | Aprilia | Retirado  | 10 |    |
| Ret     | Mirko Giansanti   | Honda   | Retirado  | 7  |    |
| Ret     | Max Sabbatani     | Aprilia | Retirado  | 24 |    |
| Ret     | Youichi Ui        | Derbi   | Retirado  | 3  |    |
| Ret     | Joan Olivé        | Honda   | Retirado  | 12 |    |
| Fuente: |                   |         |           |    |    |